# Château d'Ô (Montpellier)
Pour l’article homonyme, voir Château d'Ô (Orne).
Le château d'Ô est une folie montpelliéraine du milieu du XVIIIe siècle située avenue des Moulins, rond-point du château d'Ô et accessible via la rue de la Carrièrasse, au nord-ouest de Montpellier, dans l’Hérault.

## Historique
À l'origine domaine agricole, le lieu subit des travaux vers 1730 pour y édifier une maison des champs. La propriété est acquise en 1743 par Jean-Emmanuel de Guignard, vicomte de Saint-Priest, futur intendant du roi en Languedoc. Ce dernier confie à l'architecte montpelliérain Charles Gabriel Le Blanc le soin de construire l'édifice que nous connaissons aujourd'hui.
Pour le dessin du jardin, il est fait appel à Jean Antoine Giral, membre d'une dynastie d'architectes locaux. En 1762, monsieur de Saint-Priest commande de grands travaux hydrauliques afin de doter le parc de vasques, de fontaines et d'un important bassin propre à y donner des fêtes nautiques.
Passé en de nombreuses mains, le domaine est acquis en 1906 par le Conseil général de l'Hérault. Le château soigneusement restauré et le parc, lui aussi remis en état, abritent aujourd'hui un théâtre de 230 places, un amphithéâtre de 1800 places et une salle de spectacle de 600 places. Le domaine est ouvert du mardi au dimanche au public.

## Description
L'édifice présente une grande simplicité. Un avant-corps central suffit à animer la façade qui comporte un étage noble sur rez-de-jardin. Sous le toit de tuiles creuses, le fronton de l'avant-corps montre un deuxième niveau percé d'oculus à la manière méridionale.
Le dessin du jardin et du parc laisse supposer l'intérêt que leur portait le vicomte de Saint-Priest. Vieux de deux siècles et demi, les parterres de buis taillé et les pins d'Alep abritent un ensemble de bosquets et de surprises dont la moindre n'est pas le bassin - aujourd'hui vide - où se donnaient des naumachies. Une histoire locale raconte que l'évêque de Montpellier, naviguant sur ce bassin lors d'une fête de nuit, y perdit son anneau pastoral : son hôte aurait fait entièrement vider la pièce d'eau pour le retrouver[réf. souhaitée].

## Classement
L'ensemble constitué par les façades extérieures, le parc et les ouvrages d'art fait l’objet d’un classement au titre des monuments historiques depuis le 16 août 1922.

## Galerie

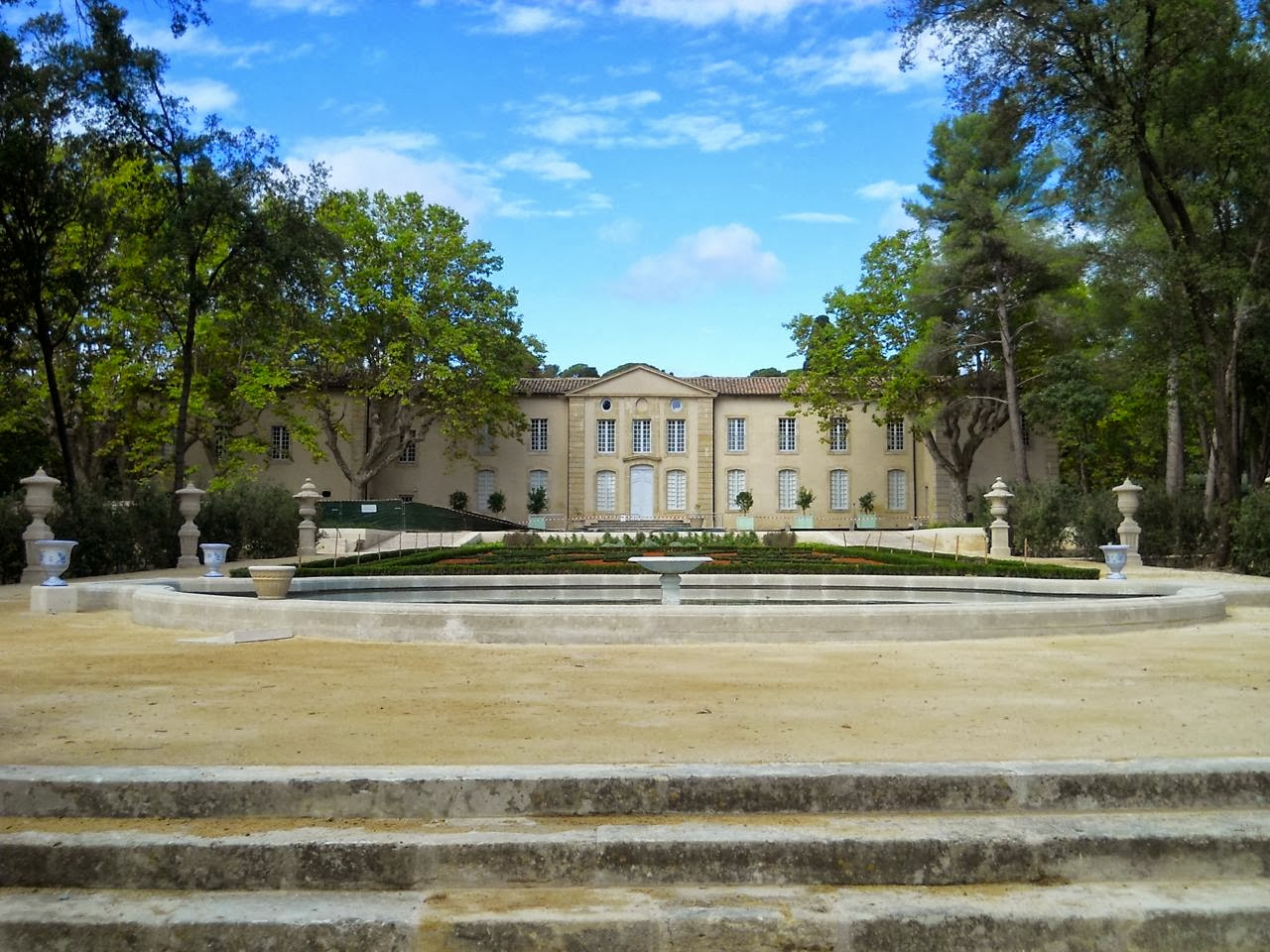
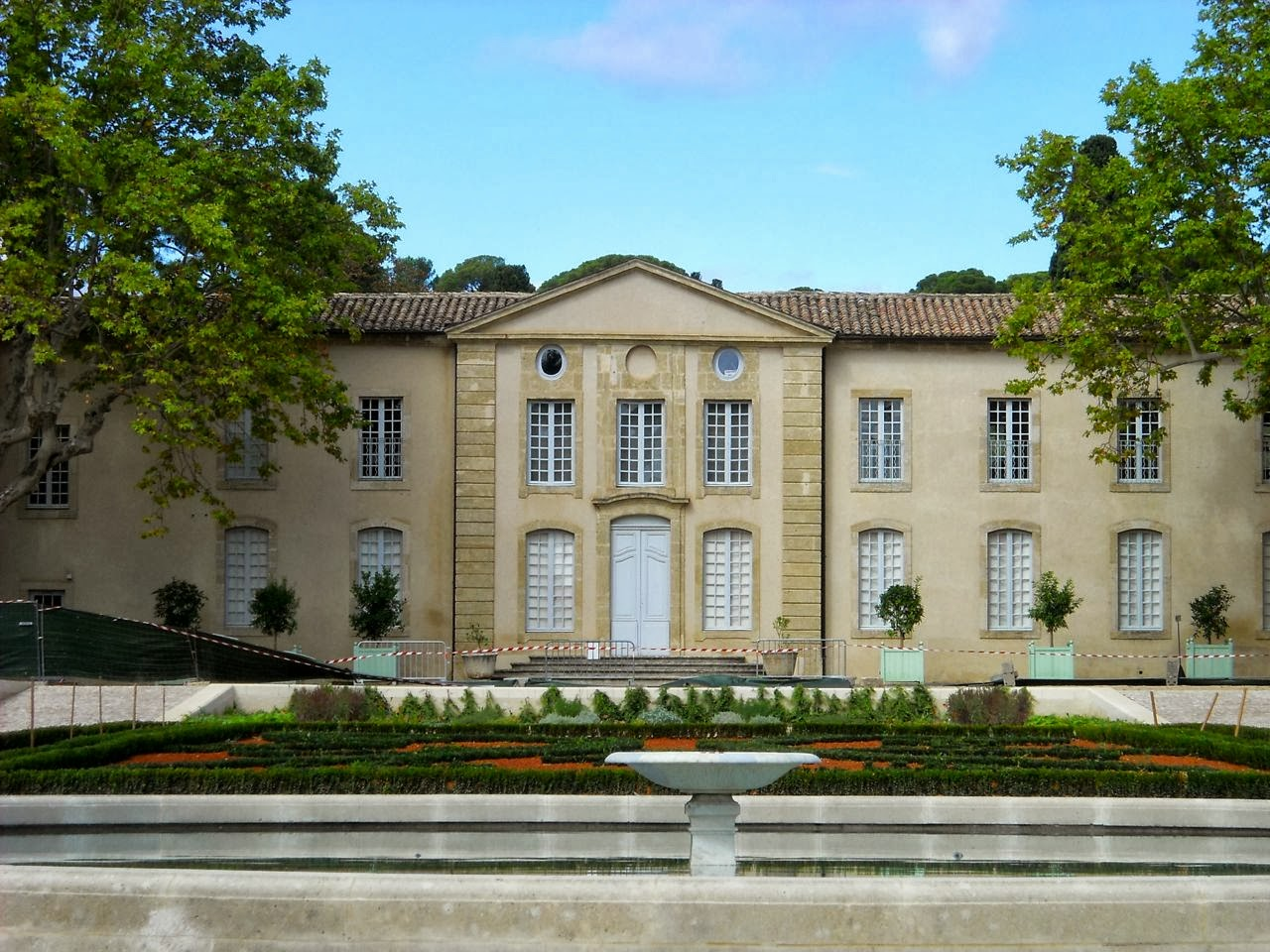
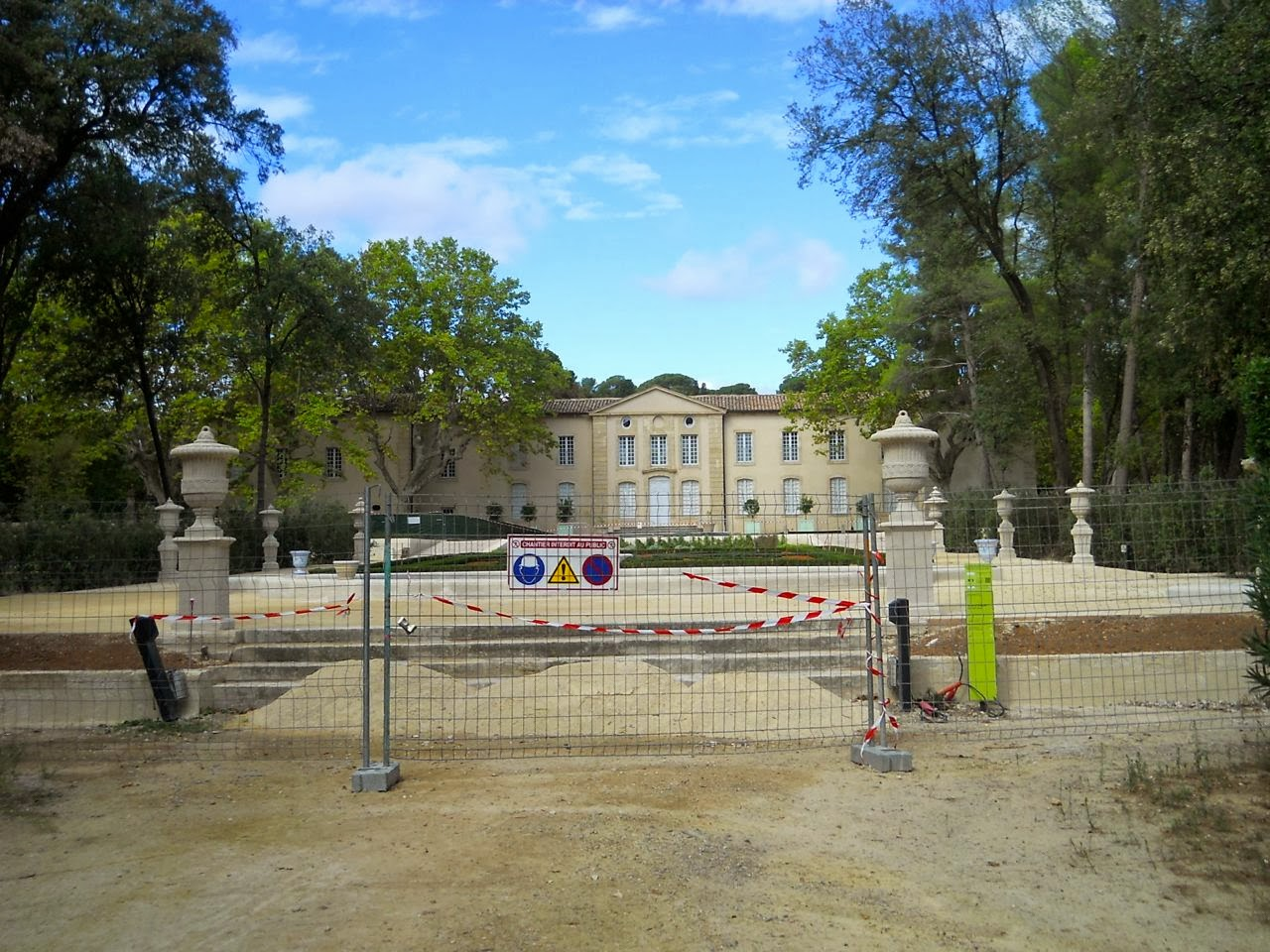